# Controguerra spumante
Le Controguerra spumante est un vin effervescent italien de la région Abruzzes doté d'une appellation DOC depuis le 20 août 1996. Seuls ont droit à la DOC les vins blancs récoltés à l'intérieur de l'aire de production définie par le décret.
Prise de mousse : la méthode traditionnelle (champenoise en région AOC Champagne).
Voir aussi l'article Controguerra bianco frizzante. 

## Aire de production
Les vignobles autorisés se situent en province de Teramo dans les communes de Controguerra, Torano Nuovo, Ancarano, Corropoli et Colonnella.

## Caractéristiques organoleptiques
- couleur : jaune paille
- odeur : fruité, floréal avec un bouquet fin
- saveur : sèche, frais, longue, perlage fine

Le Controguerra spumante se déguste à une température de 8 – 10 °C et il se boit jeune

## Production
Province, saison, volume en hectolitres :
- pas de données disponible